# Billet de 1 franc congolais
Recto
Verso
Chronologie
Billet 50CC Billet 5FC
Le billet de 1 franc congolais est une unité de monnaie qui fut utilisée en République démocratique du Congo. Faisant partie de la gamme de billets émis par la Banque Centrale du Congo (BCC), il a été retiré de la circulation en raison de sa faible valeur. Ce billet représente une période marquée par des difficultés économiques, une dévaluation rapide de la monnaie nationale, et un taux d'inflation élevé, ce qui a conduit à l'abandon de petites dénominations de monnaie en papier.

## Historique
Le billet de 1 franc congolais a été introduit dans les années suivant l'indépendance de la République démocratique du Congo. Durant cette période, le pays a tenté de stabiliser son économie tout en affirmant son indépendance monétaire, ce qui a mené à des réformes et l’émission de différentes coupures. Cependant, avec le temps, la valeur du franc congolais s'est fortement dégradée, entraînant une baisse de la demande et de l'utilisation des petites coupures comme celle de 1 franc. À la suite de multiples crises économiques et d’une hyperinflation, ces petites valeurs ont progressivement perdu toute signification pratique, avant d’être retirées de la circulation,.

## Caractéristiques
Le billet de 1 franc congolais, bien que simple en termes de design, est représentatif de l'identité et du patrimoine culturel du pays. Les éléments présents sur le billet comprenaient généralement, :
1. Portraits ou motifs culturels : Le billet arborait souvent des images symboliques ou des personnalités historiques tels que la société générale des carrières et des mines « Gecamines »[6] en recto, et l’arrestation de Patrice Lumumba et ses compagnons de lutte avant leur exécution au Katanga en verso[7].
2. Couleur : chaque billet possédait une couleur dominante pour le différencier des autres valeurs. Le billet de 1 franc était souvent dans des tons bleutés mélangés avec des gris.
3. Signes de sécurité : Pour éviter la contrefaçon, même les petites coupures comme celle de 1 franc incluaient des filigranes ou des motifs spécifiques.

## Utilisation et valeur
La valeur de 1 franc congolais était très faible au moment où il a été retiré de la circulation. Cette dévaluation rapide du franc congolais, exacerbée par l'instabilité économique et politique, a diminué l’importance des petites dénominations. En conséquence, le billet de 1 franc congolais est rapidement devenu obsolète, sa valeur d'échange étant insignifiante par rapport aux besoins quotidiens de la population.

### Retrait de la circulation
Le billet de 1 franc congolais a été officiellement retiré de la circulation au cours des années 2006, lors des réformes monétaires qui ont suivi les périodes d’hyperinflation. À cette époque, la Banque Centrale du Congo a introduit des billets de plus grande valeur, mieux adaptés aux transactions courantes. Le retrait des petites coupures comme celle de 1 franc a marqué une transition vers des valeurs plus importantes, reflétant le coût de la vie et les réalités économiques du pays.
Aujourd'hui, le billet de 1 franc congolais n'est plus en circulation, mais il a conservé une certaine valeur pour les collectionneurs et les passionnés de numismatique. En tant qu'objet historique, il représente un témoignage de la période de forte inflation et de transition économique. Les collectionneurs recherchent ce type de billet, qui symbolise un moment de l’histoire monétaire du Congo.
Le billet de 1 franc congolais, bien qu’il soit désormais obsolète et sans valeur dans l’économie actuelle de la République démocratique du Congo, demeure un symbole de l'histoire monétaire du pays.